# Rembrandtschule
Zur Rembrandtschule rechnet die Kunstgeschichte Maler, die sich dem Stil von Rembrandt verpflichteten.
- Gerard Dou (1613–1675)
- Ferdinand Bol (1616–1680)
- Willem Drost (1633–nach 1659)
- Govaert Flinck (1615–1660)
- Carel Fabritius (1622–1654)
- Samuel van Hoogstraten (1627–1678)
- Nicolaes Maes (1634–1693)
- Arent de Gelder (1645–1727)